# ラドゥル・ミルコフ

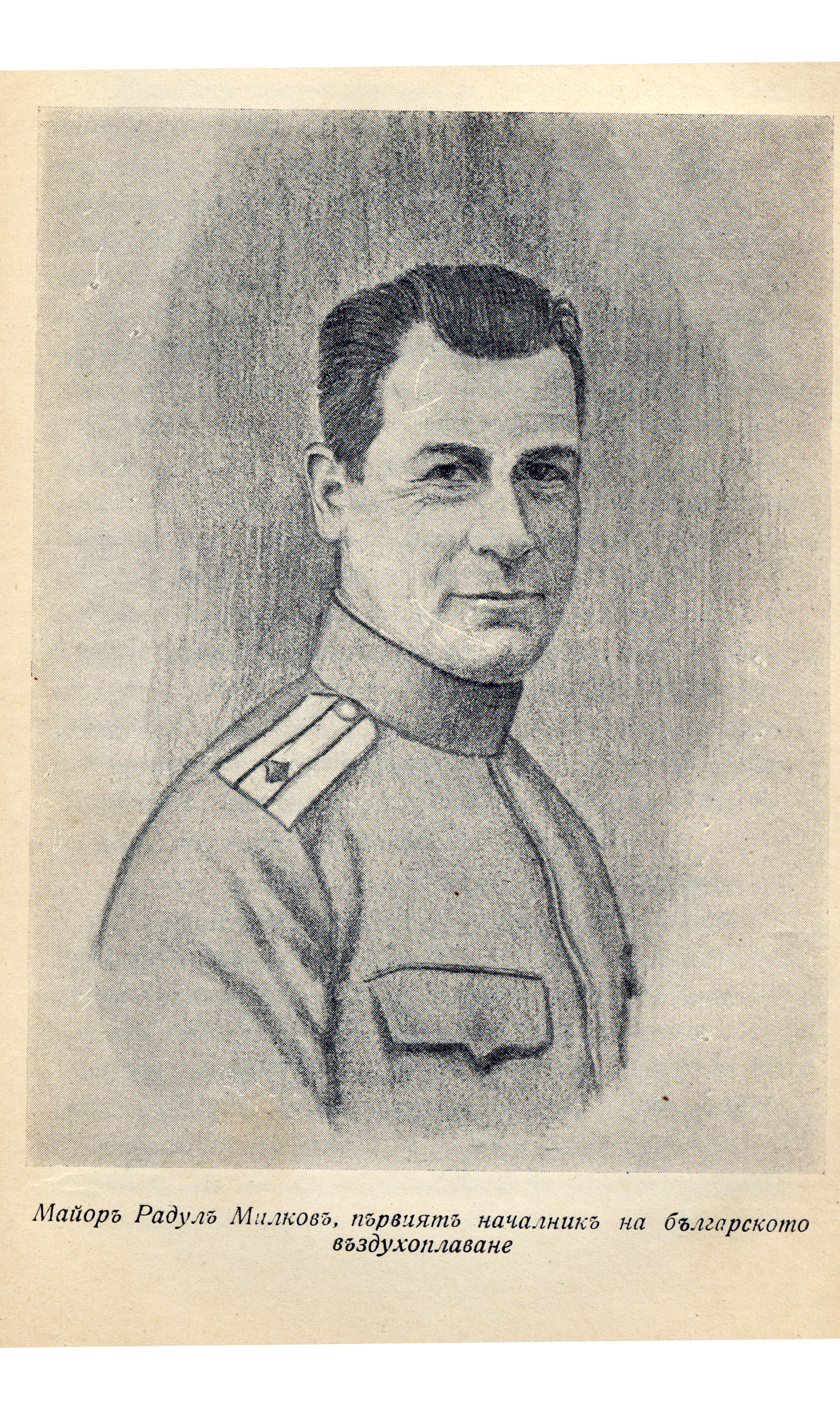
ラドゥル・ミルコフ

ラドゥル・ミルコフ（Радул Милков、Radul Milkov Mihailov、1883年3月5日 - 1962年2月16日）は、ブルガリアの軍人、パイロットである。1912年（10月16日頃）バルカン戦争でProdan Tarakchievとともにアルバトロス機で、トルコのKaraagac駅を爆撃したとされる。飛行機による最初の実戦での爆撃であるとされる。

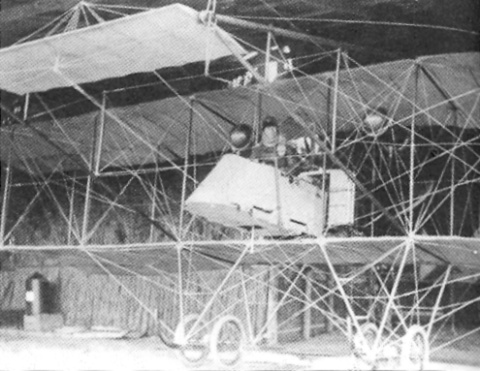
ミルコフの乗機

プロヴディフに牧師の息子に生まれた。兵学校を出て、1912年ドイツで、航空を学び、第1次バルカン戦争ではパイロットとして働いた。第一次世界大戦では、航空部隊長を務めた。戦後はアレクサンドル・スタンボリスキの農民同盟のメンバーとなったので、1923年のクーデターによって逮捕され、投獄された。1924年にユーゴスラビアに逃れて海外で活動した。1939年にはカザンラクのブルガリア・カプロニで働いた。